# Fuvahmulah Milo Stadium
Milo Stadium – to stadion piłkarski w Fuvammulah na Malediwach. Stadion mieści około 1000 widzów